# Spleen
Ein Spleen (aus englisch spleen entlehnt; ausgesprochen [spliːn]) – auch Fimmel, Tick sowie eine Marotte oder Schrulle – bezeichnet umgangssprachlich meist abwertend eine leichte Verrücktheit oder fixe Idee. Der Begriff wird oft im Zusammenhang mit Exzentrikern verwendet.

## Weitere Einzelheiten
Der Ausdruck Spleen bezeichnet im Englischen die Milz (englisch spleen, altgriechisch σπλήν splēn) sowie übertragen „schlechte Laune, Ärger, Verdruss“. Die Milz galt bis ins 18. Jahrhundert als Sitz bestimmter Gemütskräfte und bei Erkrankung als Ursache für Hypochondrie („Milzsucht“).
Bereits die Hippokratiker (um 420 v. Chr.) und Galen (2. Jahrhundert n. Chr.) sahen den Ursprung der Melancholie in einem Überschuss an schwarzer Galle, einem der vier Körpersäfte, die unter anderem in der Milz produziert werde. In der französischen Sprache wurde der Begriff splénétique gleichbedeutend zum Weltschmerz oder auch zur Melancholie durch Charles Baudelaire (1821–1867) popularisiert und in seinen Werken wie Les Fleurs du Mal thematisiert. Heute bedeutet „einen Spleen zu haben“ in der Umgangssprache eine kleine Verrücktheit, Schrulle, sonderbare Idee oder Marotte zu haben.